# 法明代爾 (新澤西州)
法明代爾（英語：Farmingdale）是位於美國新澤西州蒙茅斯縣的自治市鎮。

## 人口
根據2020年美國人口普查的數據，法明代爾的面積為1.35平方千米，皆為陸地。當地共有人口1504人，而人口密度為每平方千米1,114人。